# سرتنگ بادام شیرین
سرتنگ بادام شیرین روستایی است در شهرستان کوهرنگ، بخش بازفت، استان چهارمحال و بختیاری.